# Mariano Candioti
Mariano N. Candioti (Santa Fe, 1857-Managua, 1912) fue un abogado y político argentino, que fue designado Gobernador de Santa Fe tras el triunfo la revolución radical de 1893 entre el 4 de agosto y el 22 de agosto de 1893, cuando la provincia es intervenida.

## Revolución radical de 1893
El 3 de agosto de 1893, el vicegobernador José Gollán rinde la ciudad de Santa Fe y presenta su renuncia. El gobernador Cafferata lo había hecho antes. La revolución radical había triunfando. De inmediato asumió el gobierno Mariano Candioti, llamado de los veintiún días, porque ese es el tiempo que duró. Lo secundaron Agustín Landó como vicegobernador, Joaquín Lejarza como Ministro de Hacienda, y Lisandro de la Torre en el Ministerio de Justicia, Instrucción Pública y Agricultura.

## Santa Cruz y últimos años
Entre 1906 y 1909 se desempeñó como gobernador del Territorio Nacional de Santa Cruz. Luego fue cónsul en Finlandia (1909-1911) y en Managua (Nicaragua) hasta su fallecimiento en 1912.

### Fuente
- El Historiador, Las revoluciones radicales

- Datos: Q20016360